# Jeremias' Bog
Jeremias' Bog (hebraisk: ספר יִרְמְיָהוּ) er den anden bog i De profetiske skrifter i Det Gamle Testamente og Tanakh. I Bibelen er kun Salmernes Bog længere. Umiddelbart efter Jeremias' Bog følger Klagesangene. Både jødisk og kristen overlevering tilskriver Jeremias Klagesangene ("jeremiaderne").
Jeremias' Bog gengiver de advarsler, som Jeremias gav Judæa og Jerusalem om babylonernes ødelæggelse af Jerusalem. Jeremias opfordrer judæerne til at omvende sig fra synd og søge Herren, så straffen kan undgås, men det lykkedes ikke, og i 587 f.Kr. blev Jerusalem ødelagt.

## To versioner
Flere af bogens yngre tekster i bogen kommenterer og udfylder tidligere tekster. Septuagintas version af bogen er kortere og har afsnittet med fordømmelse af nationerne (kapittel 46–51) midt i bogen. I hebraiske håndskrifter fra middelalderen (Textus Masoreticus (TM)), der normalt som grundlagstekst for moderne oversættelser, er teksten længere, og domsordene kommer mod slutningen. Fund af tekstfragmenter ved Qumran ved det Døde Hav viser, at begge versioner var i omløb i de sidste århundreder f.Kr. Sandsynligvis er den korte version ældre end den lange. Jeremias' rolle som profet understreges tydeligere i den lange version ved stadige tilføjelser af titlen "profeten" bag hans navn. Den lange version benyttes i Tanakh, og i bibler fra de fleste kristne trossamfund, bortset fra den græsk-ortodokse kirke, der benytter Septuaginta.
Bogen er vokset i omfang, efterhånden som den blev opbevaret i forskellige miljøer. I den hebraiske tekst er én sætning på bibelsk (ikke ordinært) aramæisk: "Sådan skal I sige til dem: "De guder, der ikke skabte himlen og jorden, skal udryddes fra jorden og under himlen.""Den sætning skriver sig nok ikke fra forfatteren, men fra en skriver med aramæisk som modersmål.

## Indledning til Jeremias' Bog

### Historisk baggrund
Jeremias' bog er tæt knyttet til politiske og historiske begivenheder i Jeremias' egen tid, som de forklares i Kongebøgerne og Krønikebøgerne.
Bogen foregår i de sidste ca. 40 år før Jerusalems fald i 587 f.Kr. Inden havde mange konger regeret i Jerusalem, deriblandt den ugudelige kong Manasse. Ifølge Anden Kongebog er Manasse og de andre ugudelige kongers regering grunden til, at Gud vil bringe straf og ødelæggelse over Jerusalem og den sidste del af Israel, Judæa eller sydriget.
Jeremias er den af profeterne, vi ved mest om. Han var søn af en præst, blev kaldt til profet i 626 f.Kr og forsvandt i Egypten omkring 585 f.Kr. Jeremias ville helst slippe for at være profet. Et sted forbander han den dag, han blev født. Han siger, at han kæmpede imod, men klarede ikke. Til sidst stod han frem og rådede Judæas konger til at underkaste sig babylonerne. Flere gange forsøgte Jeremias' modstanderne at tage livet af ham (kapitel 11 og 18). Han talte meget skarpt imod dem, der satte sin lid til Jerusalems tempel som et vidnesbyrd om Jahves støtte til sit folk. Dermed blev han arresteret, og undgik kun dødsstraf, fordi der blev henvist til, at profeten Mika 100 år før havde sagt det samme som Jeremias, uden at der skete ham noget - en enestående bevidnelse i GT af en profetoverlevering. Under Jerusalems belejring blev Jeremias arresteret som landsforræder, men befriet efter babylonernes indtagelse av byen. Senere blev han ført med til Egypten, da den babylonske statholder Gedaljas mordere flygtede derhen.

#### Josija
Dog blev straffen udskudt pga. kong Josijas' omvendelse og reformprogram, der udsprang af hans læsning af lovbogen (sandsynligvis Femte Mosebog), der nyligt var fundet. Da Jeremias også virkede i denne tid, og ifølge Anden Krønikebog 35,25 sang dødsklage ved kongens begravelse, kunne det tyde på, at hans forkyndelse også har haft indflydelse på Josijas' reformer. I hvert fald har Jeremias kun godt at sige om denne konge:
Også din far [Josija] havde mad og drikke,
men han øvede ret og retfærdighed. (Jer 22,15)

#### Jojakim
Josija døde i et felttog mod Egypten, og hans søn Joakaz nåede lige at blive indsat som konge, før egypterkongen afsatte ham og lod hans ældre bror Jojakim fortsætte som regent. Jojakim reagerede yderst negativt på Jeremias' budskab om den kommende straf og opfordringen til omvendelse, og brændte bl.a. en bogrulle, som Jeremias' skriver Baruk ben Neria havde skrevet efter Jeremias' diktat. Storpolitisk kæmpede det gamle imperium (Egypten) og det nye aggressive Babylon om magten, og Juda-riget tvinges ustandseligt til at vælge side. Jojakim prøvede at nærme sig Egypten, og det resulterede i babylonernes angreb på Jerusalem i 597 f. Kr.

#### Jojakin
Kongen døde under belejringen, og hans søn Jojakin måtte overgive sig og afsattes fra tronen af Nebukadnesar 2. tre måneder efter sin indsættelse. Babylonerkongen tog derefter alle værdigenstande, de velstående, stormændene og Jojakin med til Babylon.

#### Sidkija
Sidkija, Jojakins farbror, blev indsat under ed til Babylon (2 Krøn 36,13) og blev dermed den tredje søn af Josija, der blev konge. Han gjorde dog hurtigt oprør mod overmagten og sendte bud til Egypten om militær støtte. Egypten kunne ikke hjælpe, og babylonernes hære knuste oprøret. Under belejringen af Jerusalem vedblev Jeremias at opfordre til overgivelse og underkastelse under babylonerne. Han blev derfor sat i fængsel som landsforræder. Selv om Sidkijas i sin vildrede flere gange spurgte efter Herrens vilje, fulgte han aldrig rådene. Det fik både han og folket at mærke. Murene blev gennembrudt, Jerusalem ødelagt, og templet jævnet med jorden. Sidkija fik stukket øjnene ud, efter at han have set henrettelsen af sine sønner, og blev ført til Babylon i fangenskab med store dele af sit folk.

#### Efter Jerusalems ødelæggelse
Jeremias blev derimod sat fri af babylonerkongen og sluttede sig til statholderen Gedalja, der var indsat for den tilbageværende befolkning. Judæa var ikke affolket; en forarmet befolkning levede videre i det hærgede land under babylonsk administration. GT fortæller intet om forholdene i Judæa for dem, der var tilbage. Den babylonske statholder Gedalja residerede i byen Mizpa, vel fordi Jerusalem lå i grus. Få år senere blev han snigmyrdet af nationalistiske kredse, som derefter flygtede til Egypten og tog Jeremias og hans skriver Baruk ben Neria med, på trods af Jeremias' ord fra Herren om at blive værende. Sandsynligvis var der allerede mange jøder, der havde søgt tilflugt i nabolandet, og i efter-eksilsk tid hører vi ofte om jødiske kolonier i Egypten. Her hører vi Jeremias sidste forudsigelse: at babylonerne også vil komme dertil og besejre Egypten.
Baruk ben Neria blev senere tilskrevet den pseudepigrafiske Baruks tredje apokalypse om Jerusalems fald i år 70 e.Kr. Skriftet er muligvis forfattet så sent som 200-tallet e.Kr. Baruks anden apokalypse er inkluderet i Peshitta, den syriske standardversion af Bibelen.

### Datering
Ifølge bogen begyndte startede Jeremias sit virke i Josijas 13. regeringsår dvs. år 626 f. Kr., og hans offentlige fremtræden varer henved 40 år. Hvis bogen virkelig er skrevet af Jeremias eller af Jeremias' skriver Baruk, må det være afsnit, der er skrevet i de år, der efterhånden er ordnet og nedfældet, sikkert i slutningen af Jeremias' virke. Derved er tiden omkring 586 f.Kr. et godt bud. Nogle forskere spørger, om bogen er forfattet af Jeremias eller folk, der havde kendskab til ham.

## Inddeling
Bogen er kun til dels kronologisk og tematisk opbygget, men der kan spores en tredeling af bogen. Delingerne og overskrifterne i bogen er dog ikke fuldstændige eller entydige.
- Jer 1 -25 Mest profetiske udsagn om Juda og Jerusalem under Josias, Jojakim og Sidkijas regering.
  - Kap 1-20 Udsagn under Josijas regering (usikkert datering, bortsert fra 3,6-6,30).
  - Kap 21-25 Udsagn under Sidkijas regering.
- Jer 26-45 Mere biografiske tekster om Jeremias.
  - Kap 26-36: Historiske begivenheder før Jerusalems fald (ikke kronologisk)
    - (26-29) Afvisning og trusler fra folk særligt fra profeterne.
    - (30-33) Løftet om israelitternes hjemvendelse og den nye pagt.
    - (34-36) Jeremias' advarelser til kong Sidkijas og Jojakim.

  - Kap 37-44: Om tiden fra belejring til israelitternes bosættelse i Egypten (kronologisk).
    - (37-39,10) Jerusalems fald.
    - (39,11-44,30) Mordet på statholderen Gedelja og flugten og opholdet i Egypten.
    - (45) Trøst til Baruk.
- Jer 46-51 Udsagn og domme over forskellige folkeslag.
  - Kap 46-49 Mod nabofolkene.
  - Kap 50-51 Mod Babylon.
- Jer 52 Historisk tillæg: